# Zacharias Gerhard Diederich Baedeker
Zacharias Gerhard Diederich Baedeker (* 19. September 1750 in Dortmund; † 19. August 1800 in Essen) war ein deutscher Verleger und Buchhändler sowie Hochfürstlicher Hofbuchdrucker.

## Leben und Wirken
Zacharias Gerhard Diederich Baedeker wurde als Sohn des Dortmunder Stadtbuchdruckers Gottschalk Diederich Baedeker geboren (nicht zu verwechseln mit seinem gleichnamigen Enkel Gottschalk Diedrich Baedeker). Sein Vater bildete ihn in seinem Dortmunder Betrieb zum Drucker aus.
Später führten ihn seine Wege nach Essen, nachdem er am 20. Juli 1775 die Witwe von Johann Christian Theodor Wohlleben, Anna Theodora geborene Bastian, geheiratet hatte. Wohlleben übernahm 1769 die Essener Druckerei, in der die einzige Essener Zeitung gedruckt worden war, und die Baedeker 1775 übernahm. Er führte zu diesem Zeitpunkt die örtliche Zeitung mit dem neuen Namen Essendische Zeitung von Kriegs- und Staatssachen weiter und vereinte sie danach mit der Dortmundischen vermischten Zeitung. Von Kriegs- und Staatssachen. Sie war bisher durch seinen Bruder unter dem Dach seiner Druckerei in Essen erschienen.
Maria Kunigunde von Sachsen, die letzte Fürstäbtissin des Damenstiftes Essen, ernannte Zacharias Gerhard Diederich Baedeker im Jahre 1777 zum Hochfürstlichen Hofbuchdrucker. Gedruckt wurden pädagogische Schriften und Schulbücher, Kalender und andere Akzidenzen sowie religiös-erbauliche Gebrauchsliteratur. Zudem betrieb Baedeker einen Presseverlag, eine Buchhandlung, einen Schreibwarenladen und eine Anzeigenannahme- und Lotteriestelle und eröffnete um 1790 Essens ersten kommerziellen Buchverleih.
Zacharias Gerhard Diederich Baedeker litt an einer Augenkrankheit, weshalb er sich 1796 weitgehend aus seinen Geschäften zurückzog. Aus diesem Grund übernahm zwei Jahre später sein Sohn Gottschalk Diedrich Baedeker, im Alter von 20 Jahren, sowohl die Druckerei, als auch die anderen Geschäfte und gründete den G. D. Baedeker Verlag.